# Арамазд
Арама́зд (арм. Արամազդо файле [ɑɾɑmɑ́zd]) или Арама́ст (з.-арм. Արամազդ [ɑɾɑmɑ́stʰ]) — верховный бог в древнеармянском пантеоне, создатель неба и земли, громовержец, бог плодородия, отец богов (дицов).
Имя происходит от парфянской формы (др.-греч. Ωρομάσδης) имени зороастрийского бога-творца Ахурамазда (Ормазд). Культ Арамазда пришёл, возможно, в VI—V веках до н. э., слившись с культом местных божеств. Мовсес Хоренаци сообщает, что в армянском пантеоне существовало четыре Арамазда. В эллинистический период Арамазд в Армении сопоставлялся с Зевсом. Согласно Мовсесу Хоренаци., святая Нина «разрушила изображение грозового (ampropayin) Арамазда». Считается главным божеством дохристианской Армении.
Главное святилище Арамазда находилось в городе Ани-Камах, одном из культурных центров древней Армении. Святилище было разрушено в конце III в. н. э. при распространении христианства.